# Samuel Hahnemann
Christian Friedrich Samuel Hahnemann (10 d'abril de 1755 a Meissen, Saxònia - 2 de juliol de 1843 a París, França) va ser un metge alemany, conegut principalment per crear el sistema de medicina alternativa anomenat homeopatia.

## La seva formació
Hahnemann va viure a Meissen fins als vint anys, i ja de jove va mostrar la seva gran facilitat per als idiomes: "als vint ja dominava l'anglès, francès, italià, grec i llatí," i treballava com a traductor i professor de llengües. Més tard, també sabria "àrab, siríac, caldaic i hebreu."
Estudià medicina a Leipzig i Viena. Va obtenir el doctorat en medicina amb honors a la Universitat d'Erlangen el 10 d'agost de 1779, amb una tesi sobre el tractament de les rampes musculars. Començà a practicar com a metge el 1781. Poc després, es casava amb Johanna Henriette Kuchler, amb la qual va tenir onze fills.

## Crisi professional
Durant la seva pràctica professional, Hahnemann s'adonà ben aviat que la medicina que li havien ensenyat feia tant de mal com bé. El seu sentit del deure el situava en un gran conflicte perquè veia que el que feia no ajudava els seus pacients, fins al punt de sentir-se com un assassí o un malfactor terrible que no pogués ajudar els seus amics i éssers estimats, tan terrible que durant uns anys va decidir deixar la pràctica mèdica i dedicar-se a la química i a escriure.

## Les bases d'un nou enfocament

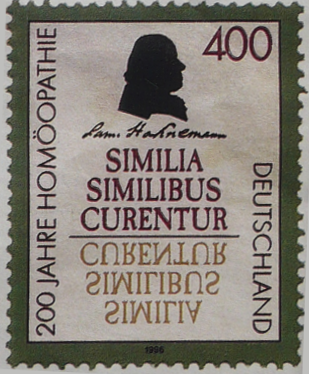
Segell amb Hahnemann

Un dia, mentre tradueix A Treatise on the Materia Medica de William Cullen, un metge i químic escocès, es fixa en l'observació que la quinina, susbstància que es treu de l'escorça d'un arbre peruà, era eficaç en el tractament de la malària per la seva propietat astringent. Hahnemann, que tenia present que altres substàncies astringents no són eficaces contra de malària, va començar a investigar l'efecte de la quina sobre l'organisme humà experimentant amb ell mateix. Va descobrir que la droga li provocava els símptomes de la malària i concloïa que això passaria en qualsevol individu sa.
Això el portà a postular un principi sanitari: "Similia similibus curantur" "allò que pot produir un conjunt de símptomes en un individu sa, pot servir per tractar un individu malalt que està manifestant un conjunt similar de símptomes." Aquest principi es convertia en la primera pedra d'un nou enfocament.

## Desenvolupament de l'homeopatia
Hahnemann començà a provar sistemàticament diferents substàncies per estudiar l'efecte que produïen en un individu sa i intentant deduir d'això quin tipus de malaltia es podrien curar. Observava que les substàncies que prenem per produir determinats canvis en l'organisme podien ocasionar efectes tòxics. El següent pas era mirar de resoldre el problema de la toxicitat i ho abordà provant diferents nivells de dilució i analitzant-ne els efectes.
A partir d'aquí, es posà a practicar la medicina utilitzant la seva nova tècnica, que aviat va atreure altres metges. El primer article que va escriure sobre homeopatia va ser publicat en un diari mèdic alemany el 1796. L'any 1810, publicaria el seu Organon der rationellen Heilkunde, el primer tractat sistemàtic sobre el tema.

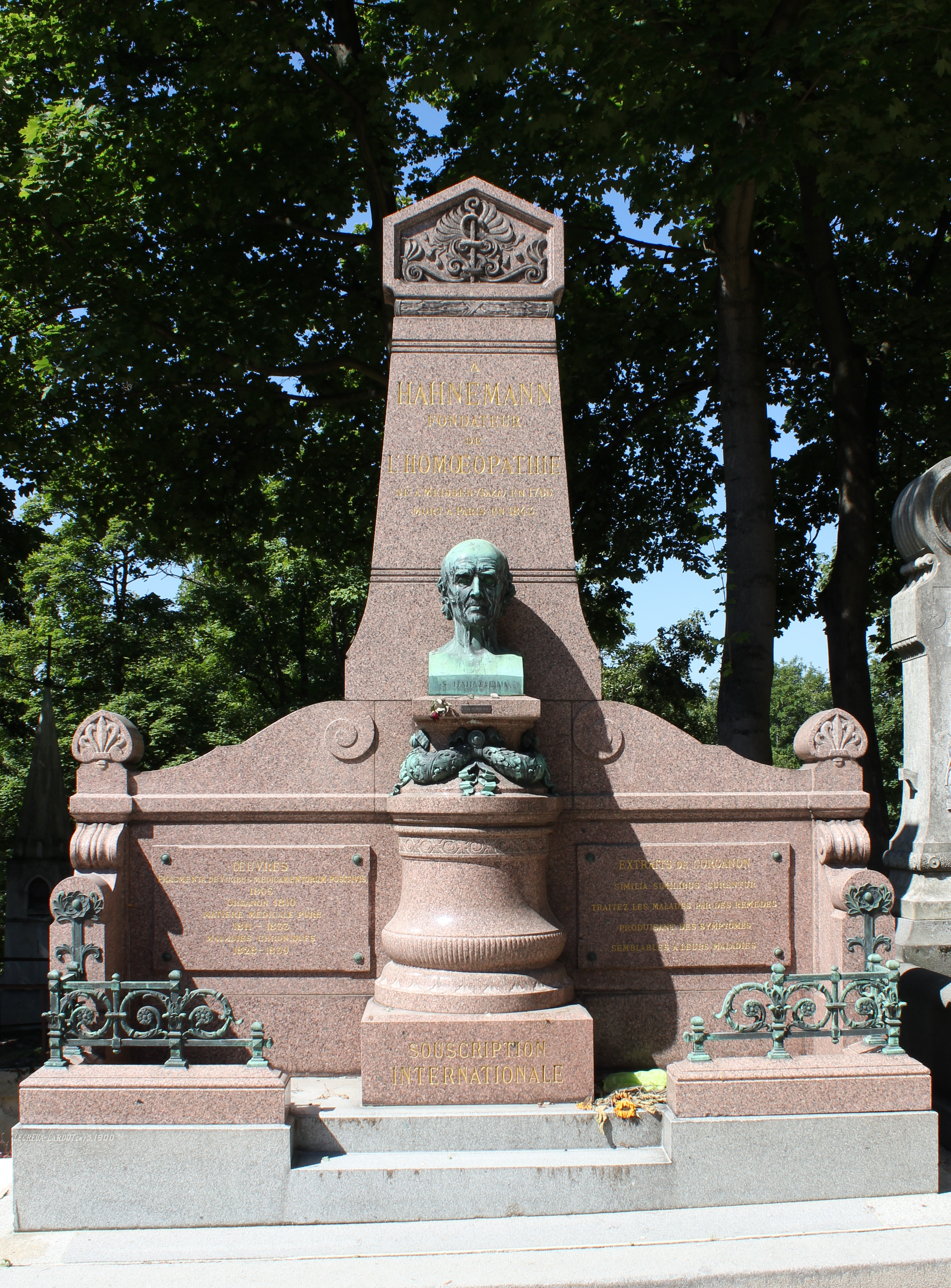
Tomba de Hahnemann a París

Hahnemann va continuar practicant la medicina, investigant sobre nous medicaments, escrivint i fent conferències fins al final d'una llarga vida. Moria el 1843 a París, als 88 anys, i està enterrat en el cementiri de Père Lachaise de la mateixa ciutat.

## Publicacions

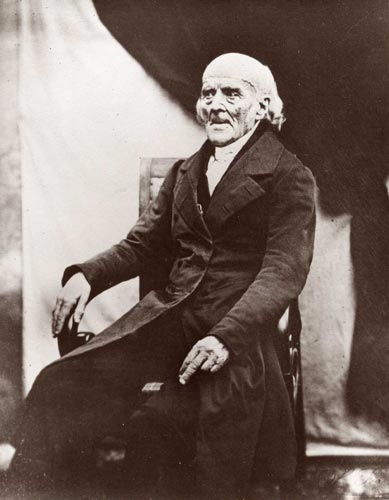
Samuel Hahnemann el 1841

- Conspectus adfectuum spasmodicorum aetiologicus et therapeuticus (Diss.). Erlangen 1779.
- Anleitung, alte Schäden und faule Geschwüre gründlich zu heilen. Leipzig 1784, Crusius.
- Ueber die Arsenikvergiftung, ihre Hülfe und gerichtliche Ausmittelung. Leipzig 1786, Crusius.
- Abhandlung über die Vorurteile gegen die Steinkohlenfeuerung. Dresden 1787, Waltherische Hofbuchhaltung.
- Unterricht für Wundärzte über die venerischen Krankheiten, nebst einem neuen Quecksilberpräparate. Leipzig 1787. Crusius.
- Ueber die Weinprobe auf Eisen und Blei. Leipzig 1788.
- Freund der Gesundheit. Frankfurt 1792.
- Apothekerlexikon. 4 Theile in 2 Bänden, Leipzig 1793-1798.
- Striche zur Schilderung Klockenbrings während seines Trübsinns. In: Deutsche Monatsschrift, 1. Jg. (1796), S. 147-159.
- Versuch über ein neues Princip zur Auffindung der Heilkräfte der Arzneisubstanzen, nebst einigen Blicken auf die bisherigen. In: Hufelands Journal der practischen Arzneykunde, Bd. 2 (1796), 3. Stück, S. 391 ff. sowie 4. Stück, S. 1 ff.
- Heilung und Verhütung des Scharlach-Fiebers. Gotha 1801.
- Ueber die Kraft kleiner Gaben der Arzneien und der Belladonna insbesondere. In: Hufelands Journal der practischen Arzneykunde, Band 13 (1801), 2. Stück, S. 152-159.
- Der Kaffee in seinen Wirkungen. Leipzig 1803.
- Fragmenta de viribus medicamentorum positivis sive in sano corpore humano observatis. Leipzig 1805, Barthius.
- Heilkunde der Erfahrung. Berlin 1805, Wittich.
- Fingerzeige auf den homöopathischen Gebrauch der Arzneien in der bisherigen Praxis. In: Hufelands Journal der practischen Arzneykunde, Bd. 16 (1807), S. 5-43.
- Ueber den Werth der speculativen Arzneisysteme, besonders im Gegenhalt der mit ihnen gepaarten, gewöhnlichen Praxis. In: Allgemeiner Anzeiger der Deutschen (1808).
- Auszug eines Briefes an einen Arzt von hohem Range über die höchst nöthige Wiedergeburt der Heilkunde. In: Allgemeiner Anzeiger der Deutschen (1808).
- Organon der rationellen Heilkunde. Dresden 1810, Arnoldische Buchhandlung. Spätere, jeweils vermehrte und veränderte Auflagen unter dem Titel: Organon der Heilkunst. 2. Auflage: Dresden 1818. 3. Auflage: Dresden 1824. 4. Auflage: Dresden und Leipzig 1829. 5. Auflage: Dresden und Leipzig 1833. 6. Auflage (posthum): Leipzig 1921 (hrsg. von Richard Haehl).
- Reine Arzneimittellehre. Theil 1-6. Leipzig, 1811-1821. Zweite, vermehrte Auflage: Leipzig 1822-1827.
- De helleborismo veterum. Leipzig 1812.
- Die chronischen Krankheiten. Ihre eigenthümliche Natur und homöopathische Heilung, Theil 1-5. Erste Auflage: Leipzig 1828-1830. Zweite, veränderte und vermehrte Auflage: Leipzig und Dresden 1835-1839.
- Allöopathie. Ein Wort der Warnung an Kranke jeder Art. Leipzig 1831.
- Heilung der asiatischen Cholera und Schützung vor derselben. Nürnberg 1831.
- Sicherste Ausrottung und Heilung der asiatischen Cholera. Leipzig 1831, Glück.